# Massissenses
Les Massissenses (en Kabyle : Imsissen, en berbère : ⵉⵎⵙⵉⵙⴻⵏ) sont une tribu berbère de l'Antiquité originaire de la vallée de la Soummam, en Kabylie.

## Étymologie
Le nom Imsissen provient de Masnsen, qui peut être découpé en deux : « Mas » signifie chef et Nsen" « signifie » leur. Masnsen signifie donc « leur chef ». Elle donne son nom à la commune de M'cisna.

## Géographie

### Localisation de la tribu
La tribu est localisée sur la rive ouest de l'Oued Sahel, dans la vallée de la Soummam.

## Histoire
Elle est l'une des 5 tribus qui constituent la confédération des Quinquégentiens.